# Talisia dasyclada
Talisia dasyclada är en kinesträdsväxtart som beskrevs av Ludwig Radlkofer. Talisia dasyclada ingår i släktet Talisia och familjen kinesträdsväxter. Inga underarter finns listade i Catalogue of Life.